# 짐 클라크

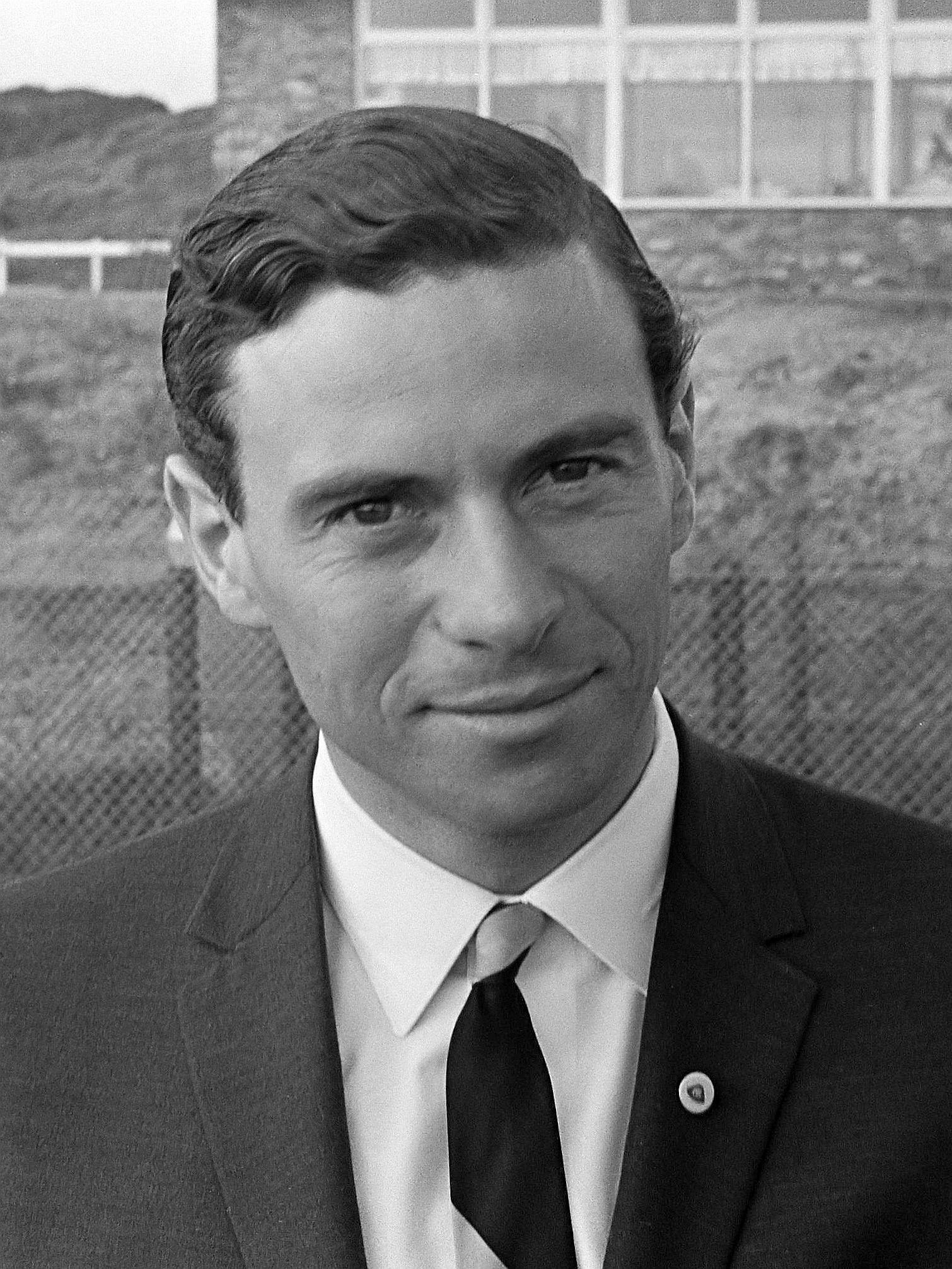
짐 클라크 (1965년)

짐 클라크(영어: Jim Clark, OBE, 1936년 3월 4일 ~ 1968년 4월 7일)는 영국 스코틀랜드의 자동차 경주 선수이다. 1963년과 1965년에 두 차례 세계 선수권 대회에서 우승했다. 다재다능한 드라이버인 그는 스포츠카, 투어링 카 및 인디애나폴리스 500에 참가하여 1965년에 우승했다. 그는 특히 로터스 브랜드와 관련이 있었다.
클라크는 1968년 서독 호켄하임에서 열린 포뮬러 투 레이싱 사고로 사망했다. 32세의 나이로 사망할 당시 그는 다른 어떤 드라이버보다 더 많은 그랑프리 레이스 우승(25회)과 더 많은 그랑프리 폴 포지션(33회)을 달성했다.

## 서훈
- 1964년 대영 제국 훈장 4등급(OBE) 수훈[1]